# Дивизия «Руссланд»
Дивизия «Ру́ссланд» (с июля 1941 года по 4 апреля 1945 года — «Русский учебный батальон», «Особая дивизия R», «Особое подразделение R», «Зелёная армия особого назначения»,  с 4 апреля по 3 мая 1945 — 1-я Русская национальная армия, нем. 1. Russische Nationalarmee) — антисоветское военное формирование, действовавшее в составе Вермахта в годы Второй мировой войны под руководством белоэмигранта Б. А. Смысловского (офицера абвера, действовавшего под псевдонимами фон Регенау и Артур Хольмстон). Численность оценивается от 6 до 10 тысяч человек.

## История
В июле 1941 года на северном участке Восточного фронта под командованием бывшего офицера царской армии, белоэмигранта Бориса Хольмстон-Смысловского, был сформирован так называемый «Русский учебный батальон» (впоследствии батальон превратился в «Особую дивизию R» под командованием фон Регенау).
С 1942 года и до конца войны под руководством Бориса Смысловского было образовано 12 разведывательных школ (по шпионско-диверсионной деятельности в тылу Красной армии и по борьбе с партизанами).
В 1943 году число военнослужащих и агентов было около 10 000 человек (штат состоял из бывших эмигрантов, военнопленных и перебежчиков из Красной армии). В этом году формирование носило названия «Зелёная армия особого назначения», а позднее «Особое подразделение R».
В результате разногласий Хольмстон-Смысловского с руководителем созданной позднее РОА генералом А. А. Власовым формирование Хольмстон-Смысловского не вошло в состав РОА, как многие другие русские формирования вермахта. «Особые подразделения» Смысловского были в массе своей укомплектованы бывшими белогвардейцами и эмигрантами, использовали дореволюционный российский флаг (бело-сине-красный); в последние дни войны к ним присоединился Владимир Кириллович Романов. 4 апреля 1945 года, уже после предоставления КОНР союзного статуса, формирование Смысловского также получило статус союзной вермахту армии, а не подразделения в составе вермахта, и название «Первая Русская национальная армия». 18 апреля 1945 года 1-я РНА начала отступление на Запад, завершившееся 3 мая 1945 уходом в Лихтенштейн. В составе формирования к этому времени оставалось всего 462 военнослужащих. Несмотря на требования советских властей о выдаче коллаборационистов, правительство Лихтенштейна отказалось это сделать и в 1948 году позволило тем из них, кто не желал возвращения в СССР, эмигрировать в Аргентину. Согласно историку Николаю Толстому-Милославскому, около половины бывших служащих 1-й РНА, которые поддались на уговоры советских представителей и приняли решение возвратиться в СССР, впоследствии скорее всего были казнены, во всяком случае об их судьбе более ничего не известно.